# A Fable for Critics
A Fable for Critics var en boklång satirisk dikt som den amerikanska författaren James Russell Lowell gav ut anonymt 1848. Den drev med välkända poeter och kritiker, även Lowell själv, och gjorde honom känd.

## Översikt
A Fable for Critics drev med många i den tidens amerikanska litteraturvärld, som Ralph Waldo Emerson och James Fenimore Cooper. En del av de som han kritiserade hårdast, är inte längre ihågkomna, som Nathaniel Parker Willis, Cornelius Mathews, och Fitz-Greene Halleck. Han hyllade Charles Frederick Briggs och Lydia Maria Child, som var hans vänner och han lät nog den vänskapen påverka sitt omdöme av deras talang. Han skrev att Edgar Allan Poe "var tre femtedelar geni och två femtedelar ren fudge." Lowell skrev även om sig själv, och att han hade svårt att märka skillnaden mellan sång och predikan. Många av hans poetiska porträtt var balanserade, men han gick hårt åt mot Margaret Fuller, som han kallade Miranda. Han tänkte först utelämna henne helt, men tänkte att det hade varit ännu mer förolämpande och övertygades av sin fru  Maria White Lowell att skriva en "rad eller två". Beskrivningen av Fuller var den enda som inte var balanserad med lite hyllningar, utan var bara negativ.  Han skrev att hon stal gamla idéer och presenterade dem som sina egna och att det bara vara hennes hat som var oförfalskat.

## Publicering

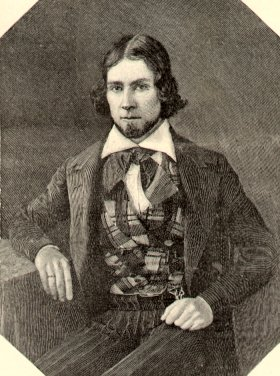
James Russell Lowell, tre år före A Fable for Critics gavs ut

A Fable for Critics, med undertiteln "A Glance at a Few of Our Literary Progenies", publicerades anonymt som pamflett i början av 1848. 3000 exemplar sålde snabbt slut. Lowell hade hoppats att han skulle få in tillräcklingt med pengar, så han kunde hjälpa sin vän Briggs, som hade det dåligt ställt, men det sägs att pengarna bara räckte till att köpa en liten silvertallrik. Den trycktes flera gånger, nu med Lowells namn på. I en version finns en förklaring där författaren skriver att han ursprungligen skrev detta för att endast roa sig själv, men blev övertalad av Briggs att publicera den.